# حي الوادي (الرياض)
حي الوادي هو أحد الأحياء التابعة إلى بلدية الشمال في الرياض، ويحدّه من الشمال حي الندى، ومن الجنوب حي التعاون، ومن الغرب حي النفل، ومن الشرق حي الفلاح.
حي الوادي في الرياض يعد واحدًا من الأحياء السكنية المميزة بفضل موقعه الاستراتيجي وبنيته التحتية المتطورة. يوفر الحي بيئة مريحة وآمنة للسكان، مع مجموعة متنوعة من الخدمات والمرافق التي تلبي جميع احتياجاتهم.